# Search engine marketing
Search engine marketing (SEM) je forma internetového marketingu, která zvyšuje viditelnost stránek ve výsledcích vyhledávačů pomocí optimalizace a podpory marketingu. Do SEM se řadí Search engine optimization (SEO), který nastavuje a přizpůsobuje obsah stránek tak, aby se zobrazovaly výše ve výsledcích vyhledávačů. Další součástí SEM je Pay per click (PPC) reklama.

## Typy SEM
- Optimalizace pro vyhledávače (Search Engine Optimization - SEO)
- PPC reklama

## Historie
Jak se v 90. letech počet stránek na internetu zvyšoval, začaly se objevovat vyhledávače, které lidem pomáhaly najít informace co nejrychleji. Firmy poskytující vyhledávače rozvíjely obchodní modely, jak by mohly financovat svůj provoz, což přispělo vzniku například pay per click programy. První společností byla Open Text  v roce 1996, později pak Goto.com v 1998. Goto.com se přejmenovalo na Overture v roce 2001. V roce 2003 společnost koupil gigant Yahoo a nyní nabízí placené vyhledávací možnosti pro reklamu na vlastním vyhledávači. Google také začal nabízet reklamu na svém vyhledávači v roce 2000 přes službu Google AdWords. V roce 2007 pay-per-click programy dokázaly, že jsou hlavním zdrojem příjmu pro internetové vyhledávače. Na trhu, který je ovládaný společností Google, vyhlásily společnosti Yahoo! a Microsoft nápad utvořit společnou alianci, což jim schválili i regulátoři v USA a Evropě v únoru 2010.
Konzultanti optimalizace výsledků vyhledávání pomáhají firmám získat informace o příležitostech, které by jim vyhledávače mohly přinést a nových agenturách, které se soustředí právě na marketing a reklamu na vyhledávačích. Pojem „Search Engine Marketing“ byl použit Danny Sullivanem v roce 2001 a pokrýval celé spektrum aktivit ovlivněných při provedení SEO, řízení placených výpisů ve vyhledávačích a rozvíjení online marketingových strategií pro firmy, organizace and jednotlivce.

## Obchod
Největší SEM prodejci v roce 2012 byli Google AdWords, Bing Ads, a Baidu. SEM od roku 2006 rostl mnohem rychleji než tradiční reklama a dokonce i další metody internetového marketingu. Správu vyhledávacích optimalizací zajišťují přímo SEM prodejci nebo SEM poskytovatelé. Může být také samostatně obsluhována přes reklamní agenturu.

## Metody a Metriky
K dispozici jsou čtyři kategorie metod a metrik používaných pro optimalizaci webových stránek prostřednictvím SEM.
1. Analýza a výzkum klíčového slova obsahuje tři „kroky“: zajištění určitého místa v internetových vyhledávačích, najít nejdůležitější a populární klíčová slova pro dané stránky a jejích produkty a pomocí těchto klíčových slov na webu se bude vytvářet a určovat velikost provozu na stránkách. Následný efekt analýzy klíčových slov a jejich výzkumu má vliv na vnímání vyhledávání.[10] Výsledný dopad vnímání vyhledávané značky je závislý na vnímání spotřebitelů, včetně názvu a meta tagů, indexování stránek a zaměření klíčových slov. On-line vyhledávání je často prvním krokem pro potenciální spotřebitele / zákazníky a dopad vnímání vyhledávání u každého jednotlivce utváří výsledný dojem vyhledávané značky.
2. Popularita a saturace webové stránky a její viditelnost ve vyhledávačích, mohou být analyzovány pomocí počtu návštěv stránek webu, které jsou indexovány ve vyhledávačích jako (sytost) a kolik zpětných odkazů stránka má (popularita). To vyžaduje, aby stránky obsahovaly klíčová slova, lidé hledají, a zjišťují, že dostatečně vysoké hodnocení v žebříčku vyhledávače zabezpečuje dostatečný počet návštěv. Většina vyhledávačů obsahuje nějakou formu odkazů popularity v jejich žebříčku algoritmů. Následující nástroje jsou hlavní pro měření různých aspektů nasycení a hodnocení popularity: Link popularity, Top 10 Google analýza a Marketleap Link popularity a Search Engine saturation.
3. Pozadí a nástroje, včetně Web analytických nástrojů a HTML validátorů, poskytují údaje na internetové stránce svým návštěvníkům a umožňují úspěšné měření webové stránky. Ty se pohybují od jednoduchých čítačů návštěv až po nástroje, které pracují se soubory protokolu a další sofistikovanější nástroje, které jsou založeny na značení stránek (uvedení JavaScript, nebo počet sledování jednotlivých akcí). Takovéto nástroje mohou přinést podrobné informace. Existují tři hlavní nástroje používané EBSCO: (a) Analýza přihlašovacích souborů: nástroj WebTrends; (b) základní analytické nástroje odkazů: WebSideStory Hitbox;  (c) transakce on-line nástrojů: Tealeaf RealiTea. Ověření a kontrola neviditelných části webových stránek, zvýraznění potenciálních problémů a mnohé otázky týkající se použitelnosti a zajištění webových stránek splňují standardy W3C kódu. Snažte se používat více než jeden „HTML validator“ nebo „spider simulátor“, protože každý z nich testuje, vyzdvihuje a poskytuje zprávy o různých aspektech webové stránky.
4. „Whois nástroje“ odhalují vlastníky různých webových stránek, a mohou poskytnout cenné informace týkající se autorských práv a ochranných známek.

## Podoby SEM
SEM může mít mnoho podob, vždy jde ale o placenou formu propagace. Většinou se platí PPC modelem, tedy platba za kliknutí na zpravidla textový odkaz nebo banner umístěný v síti serverů, které takové způsoby propagace nabízejí.
Častým způsobem SEM propagace je zakoupení lepších pozic ve výsledcích vyhledávání na velkých portálech (největší vyhledávač – Google – to však nepodporuje), sponzorované odkazy nebo také o placené zápisy v různých katalozích.

## Odlišnosti od SEO
SEM zahrnuje SEO a jiné metody, je tedy nadřazeným termínem. Další součástí SEM je social media marketing (SMM), což je metoda, která využívá sociální média jako Facebook pro ovlivnění spotřebitele. Základní rozdíl mezi SEM a SEO je, že SEM nevyžaduje žádné úpravy na stránkách a výsledky tohoto způsobu propagace záleží pouze na finančních možnostech inzerenta. SEO je pravý opak – aby byl web optimalizován pro vyhledávací služby, je třeba upravit zpravidla zdrojový kód, strukturu i obsah optimalizovaného webu. A další činnosti spadající pod SEO se týkají úprav na stránkách, na rozdíl od SEM. Dalším rozdílem je, že SEO může i nemusí být placené, zatímco v případě SEM se jedná o formu placeného marketingu.

## Výhody SEM
Velký význam a výhoda SEM oproti jiným formám propagace je možnost zjistit si přesný počet příchozích návštěvníků. A díky systémům PPC, které zpracovávají také statistické údaje, je možné spočítat návratnost investic do SEM.
SEM také momentálně patří k jedněm z nejefektivnějších forem on-line reklamy, ale také k nejdražším.

## Otázky etiky
Placená garance pozic při vyhledávání se neobešla bez určitě míry kontroverze a způsoby, kterými vyhledávací nástroje prezentovali reklamu společně s výsledky vyhledávání, se staly předmětem řady studií a zpráv v časopisu Consumer Reports. Federální obchodní komise (FTC) dále vydala prohlášení v roce 2002 ohledně důležitosti zveřejnění placené reklamy při vyhledávání.
Další etickou kontroverzí se stala řada otázek ohledně možného porušování ochranných známek. Vznikla rozsáhlá diskuze ohledně práv třetích stran přeplacením zajistit, že konkurenční značky se vždy objevují na nižších pozicích ve výsledku vyhledávání. V roce 2009 společnost Google změnila svoji obchodní politiku, která původně zakazovala toto jednání. Avšak po změně obchodní politiky byl tento zákaz zrušen při splnění podmínek cílové stránky odkazu.
V roce 2012 začala společnost Google pokutovat společnosti, které účelně skupovali jiné firmy z důvodu získání lepších pozic při výsledcích vyhledávání. Teoreticky nemá SEM se skupováním internetových adres nic společného. Za hlavní nástroje by mělo sloužit SEO společně s modelem pay per click.

## Příklady
Google Ads je známý internetový inzertní nástroj používající klíčová slova, díky kterým má inzerent možnost zobrazit své inzerce těm internetovým uživatelům, kteří hledají informace týkající se jejich služby či výrobku. Nejčastěji v Google Ads používá metoda platby za proklik (PPC).
Společnosti, zabývající se SEM, využívají Google Ads k propagaci jejich SEM a SEO služeb, přičemž jedna z nejúspěšnějších reklamních strategií je ta, kde ujišťují klienty, že při inzerci mají naprostou kontrolu nad svými výdaji. Společnosti zabývající se SEM popsaly Google Ads jako praktický nástroj pro zlepšování investičních výsledků zákazníků. Použitím nástroje pro sledování konverzí v kombinaci s nástrojem Google Analytics bylo dosaženo reportu, který je klientům schopen ukázat konverzní poměr příchozích potenciálních zákazníků. 